# Élections au Parlement de Catalogne de 2021
Les élections au Parlement de Catalogne de 2021 (en catalan : eleccions al Parlament de Catalunya de 2021, en espagnol : elecciones al Parlamento de Cataluña de 2021, en occitan : eleccions ath Parlament de Catalonha de 2021) ont lieu le dimanche 14 février 2021 afin d'élire les 135 députés de la XIIIe-XIVe législature du Parlement de Catalogne pour un mandat de quatre ans.
Le scrutin, marqué par une participation en forte baisse, voit le Parti socialiste remporter la majorité relative en voix et en sièges tandis que les partis favorables à l'indépendance de la Catalogne renforcent leur majorité absolue et remportent plus de 50 % des suffrages exprimés. Vainqueur des élections précédentes, Ciutadans perd 83 % de son groupe parlementaire tandis que le parti d'extrême droite Vox devient la quatrième force parlementaire de Catalogne.

## Contexte
Lors d'une déclaration institutionnelle le 29 janvier 2020, le président de la généralité de Catalogne Quim Torra annonce son intention de dissoudre prochainement le Parlement, précisant que la date des élections anticipées sera communiquée après l'adoption du projet de loi de finances pour 2020. Il présente cette décision comme une conséquence de la rupture entre les partis indépendantistes, mise en lumière la veille par la décision de la Gauche républicaine de Catalogne (ERC) de respecter la décision du Tribunal suprême le destituant de son mandat de député en raison de sa condamnation en justice pour « désobéissance ».

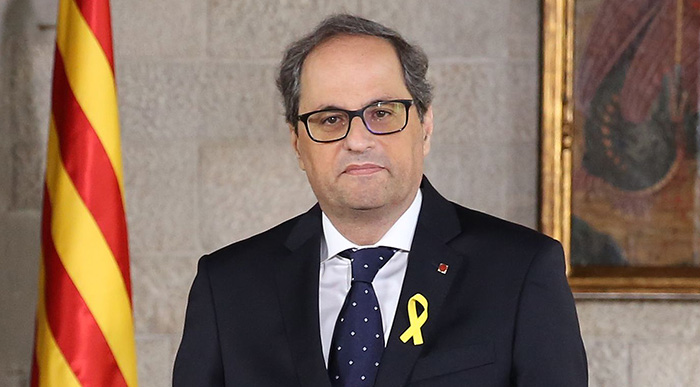
La destitution du président de la Généralité Quim Torra conduit à l'anticipation des élections.

Dans un arrêt rendu le 28 septembre 2020, le Tribunal suprême confirme la condamnation de Torra pour désobéissance, ce qui conduit automatiquement à sa destitution de la présidence de la Généralité en application du statut d'autonomie,. En conséquence de cette sentence, le vice-président de la Généralité et conseiller à l'Économie et aux Finances Pere Aragonès est chargé d'exercer par intérim les fonctions rattachées à la présidence du gouvernement catalan. Le décret formalisant la substitution de Torra par Aragonés est publié le 30 septembre au Journal officiel (DOGC).
Au lendemain de la prise de fonction du président par intérim s'ouvre une période de dix jours ouvrables pendant laquelle le président du Parlement Roger Torrent consulte les formations politiques en vue de déterminer s'il existe un candidat à la présidence de la Généralité. En raison de la célébration de la fête nationale, ce délai court jusqu'au 15 octobre. Roger Torrent indique par ailleurs le 2 octobre dans une interview que de nouvelles élections seront convoquées le 14 février 2021 si — comme le prévoient les deux forces politiques au pouvoir — aucun candidat ne parvient à obtenir l'investiture des parlementaires dans le délai imparti, soit deux mois après que la séance plénière a constaté l'absence de candidat.
En ouverture de la séance parlementaire du 21 octobre, le président du Parlement confirme qu'aucune candidature ne lui a été soumise, ce qui équivaut à une investiture ratée, ouvrant la période de deux mois à l'issue de laquelle l'assemblée sera automatiquement dissoute. Le décret de dissolution automatique du Parlement est effectivement publié le 22 décembre au DOGC, convoque les électeurs aux urnes le 14 février 2021 et dispose notamment que le scrutin pourra être reporté s'il n'est pas possible de garantir la protection de la santé des électeurs en raison de la pandémie de Covid-19.
Le 15 janvier 2021, le gouvernement catalan annonce qu'il reporte le scrutin au 30 mai, prenant prétexte de l'évolution de la pandémie de Covid-19. Le tribunal supérieur de justice de Catalogne (TSJC), saisi d'un référé suspension, prononce trois jours plus tard un moratoire sur l'exécution du décret en attendant une audience sur le fond, qui doit se tenir le 21 janvier. La décision est ainsi confirmée et la date initiale maintenue.
À travers les 947 communes de Catalogne sont organisés 9 139 bureaux de vote distribués sur 2 800 collèges électoraux, tenus par 27 417 assesseurs. Dans le contexte de la pandémie de Covid-19 en Espagne, des conditions sanitaires spéciales sont mises en place et une application mobile, 14F, permet de savoir depuis chez soi l'affluence en temps réel à chaque bureau de vote afin d'éviter la foule et de faire la queue.

### Enjeux
Le Parlement de Catalogne est la législature décentralisée et monocamérale de la communauté autonome de Catalogne, dotée d'un pouvoir législatif en matière régionale tel que défini par la Constitution espagnole et le statut d'autonomie de la Catalogne, ainsi que de la capacité d'investir et renverser le président de la Généralité, et contrôler le gouvernement territorial.

### Dissolution du Parlement
Le mandat du Parlement de Catalogne expire quatre ans après la date de son élection précédente, à moins qu'il n'ait été dissous plus tôt. Le président de la Généralité doit déclencher des élections 15 jours avant la date d'expiration des pouvoirs du Parlement, le jour des élections ayant lieu dans les 40 à 60 jours suivant la convocation. Les élections précédentes ont eu lieu le 21 décembre 2017, ce qui signifie que le mandat de la législature aurait expiré le 21 décembre 2021. L'élection devait être déclenchée au plus tard le 6 décembre 2021, jusqu'au soixantième jour suivant la convocation, en fixant la date des élections au plus tard au lundi 4 février 2022.
Le président de la Généralité a néanmoins la possibilité de dissoudre le Parlement de Catalogne et de convoquer des élections à tout moment, à condition qu'aucune motion de censure ne soit en cours et que cette dissolution n'intervienne pas avant un an après la précédente. Si un processus d'investiture échoue à élire un président régional dans un délai de deux mois à compter du premier tour de scrutin, le Parlement est automatiquement dissous et une nouvelle élection déclenchée.

## Mode de scrutin
| Circonscriptions | Députés | Carte                                 |
| ---------------- | ------- | ------------------------------------- |
| Barcelone        | 85      | Nombre de députés par circonscription |
| Gérone           | 17      | Nombre de députés par circonscription |
| Lérida           | 15      | Nombre de députés par circonscription |
| Tarragone        | 18      | Nombre de députés par circonscription |

Le Parlement est constitué de 135 députés élus pour une législature de quatre ans au suffrage universel direct et suivant le scrutin proportionnel d'Hondt à listes fermées par l'ensemble des personnes résidant dans la communauté autonome où résidant momentanément à l'extérieur de celle-ci, si elles en font la demande.

La Catalogne ne dispose pas de loi électorale propre ; il s'agit, dans ce cas, de la Loi organique du régime électoral général (LOREG) qui s'applique. Le décret de convocation répartit le nombre de sièges à pourvoir conformément à la deuxième disposition transitoire du statut d'autonomie de la Catalogne qui maintient en vigueur la deuxième alinéa de la quatrième disposition transitoire du statut de 1979 disposant que : 
«  Les circonscriptions électorales seront les quatre provinces de Barcelone, Gérone, Lérida et Tarragone. Le Parlement de Catalogne sera intégré par 135 députés, desquels la circonscription de Barcelone élira un député pour 50 000 habitants, avec un maximum de 85 députés. Les circonscriptions de Gérone, Lérida et Tarragone éliront un minimum de six députés, plus un par tranche de 40 000 habitants, en s'attribuant respectivement 17, 15 et 18 députés. »
Comme dans toute l'Espagne, le vote blanc est reconnu et comptabilisé comme un vote valide. Il est par conséquent pris en compte pour déterminer si un parti a franchi ou non le seuil électoral. En revanche, conformément à l'article 96.5 de la LOREG, seuls les suffrages exprimés sont pris en compte pour la répartition des sièges à pourvoir.

### Conditions de candidature
La loi électorale prévoit que les partis, fédérations, coalitions et groupements électoraux sont autorisés à présenter des listes de candidats. Toutefois, les partis, fédérations ou coalitions qui n'ont pas obtenu de mandat au Parlement lors de l'élection précédente sont tenus d'obtenir au moins la signature de 0,1 % des électeurs inscrits au registre électoral de la circonscription dans laquelle ils cherchent à se faire élire, alors que les regroupements d'électeurs sont tenus d'obtenir la signature de au moins 1 % des électeurs. Il est interdit aux électeurs de signer pour plus d'une liste de candidats. En même temps, les partis et les fédérations qui ont l'intention d'entrer en coalition pour participer conjointement à une élection sont tenus d'informer la commission électorale compétente dans les dix jours suivant le déclenchement de l'élection.

### Répartition des sièges
Toute candidature qui n'a pas obtenu, au minimum, 3 % des suffrages valides — ce qui inclut les bulletins blancs — dans une circonscription n'est pas admise à participer à la répartition des sièges. La répartition se déroule de la manière suivante :
- on ordonne les candidatures sur une colonne en allant de celle qui a reçu le plus de voix à celle qui en a reçu le moins ;
- on divise le nombre de voix obtenues par chaque candidature par 1, 2, 3... jusqu'au nombre de sièges à pourvoir dans le but de former un tableau ;
- on attribue les sièges à pourvoir en tenant compte des plus grands quotients selon un ordre décroissant ;
- lorsque deux candidatures obtiennent un même quotient, le siège est attribué à celle qui a le plus grand nombre total de voix ; lorsque deux candidatures ont exactement le même nombre total de voix, l'égalité est résolue par tirage au sort et les suivantes de manière alternative.

Les sièges propres à chaque formation politique sont attribués aux candidats en suivant l'ordre de présentation sur la liste. En cas de décès, incapacité ou démission d'un député, le siège vacant revient au candidat ou, le cas échéant, au suppléant placé immédiatement derrière le dernier candidat élu de la liste.

## Campagne

### Principaux partis
| Force politique | Force politique                                                         | Force politique | Chef de file          | Idéologie                                                                       | Résultats en 2017          | Résultats en 2017          |
| --------------- | ----------------------------------------------------------------------- | --------------- | --------------------- | ------------------------------------------------------------------------------- | -------------------------- | -------------------------- |
|                 | Ciutadans Citoyens                                                      | Cs              | Carlos Carrizosa (ca) | Centre droit à droite Libéralisme, libéral-conservatisme, unionisme             | 25,4 % des voix 36 députés | 25,4 % des voix 36 députés |
|                 | Ensemble pour la Catalogne Junts per Catalunya                          | Junts           | Laura Borràs          | Centre à centre droit Catalanisme, indépendantisme, républicanisme              | 21,7 % des voix            | 26 députés                 |
|                 | Parti démocrate européen catalan Partit Demòcrata Europeu Català        | PDeCAT          | Àngels Chacón         | Centre droit Libéralisme, indépendantisme, républicanisme                       | 21,7 % des voix            | 12 députés                 |
|                 | Gauche républicaine de Catalogne Esquerra Republicana de Catalunya      | ERC             | Pere Aragonès         | Centre gauche à gauche Indépendantisme, socialisme démocratique, nationalisme   | 21,4 % des voix 28 députés | 21,4 % des voix 28 députés |
|                 | Parti des socialistes de Catalogne Partit dels Socialistes de Catalunya | PSC             | Salvador Illa         | Centre gauche Social-démocratie, fédéralisme, catalanisme                       | 13,9 % des voix 17 députés | 13,9 % des voix 17 députés |
|                 | En Comú Podem En commun, nous pouvons                                   | ECP             | Jéssica Albiach (ca)  | Gauche Écosocialisme, altermondialisme, souverainisme                           | 7,5 % des voix 8 députés   | 7,5 % des voix 8 députés   |
|                 | Candidature d'unité populaire Candidatura d'Unitat Popular              | CUP             | Dolors Sabater (ca)   | Gauche à extrême gauche Indépendantisme, anticapitalisme, écologisme            | 4,5 % des voix 4 députés   | 4,5 % des voix 4 députés   |
|                 | Parti populaire Partit Popular                                          | PP              | Alejandro Fernández   | Centre droit à droite Libéral-conservatisme, démocratie chrétienne, unionisme   | 4,2 % des voix 4 députés   | 4,2 % des voix 4 députés   |
|                 | Vox                                                                     | Vox             | Ignacio Garriga       | Droite radicale à extrême droite Néo-franquisme, centralisme, ultranationalisme | Absent                     | Absent                     |

### Sondages

Graphique représentant les résultats des sondages

| Institut                                    | Date                          | Cs                                                        | JxCat                                                     | ERC                                                       | PSC                                                       | ECP                                                       | CUP                                                       | PPC                                                       | Vox                                                       | Junts                                                     | PDeCAT                                                    | Autres                                                    | Autodétermination / unionisme                             | Autodétermination / unionisme                             | Autodétermination / unionisme                             |
| ------------------------------------------- | ----------------------------- | --------------------------------------------------------- | --------------------------------------------------------- | --------------------------------------------------------- | --------------------------------------------------------- | --------------------------------------------------------- | --------------------------------------------------------- | --------------------------------------------------------- | --------------------------------------------------------- | --------------------------------------------------------- | --------------------------------------------------------- | --------------------------------------------------------- | --------------------------------------------------------- | --------------------------------------------------------- | --------------------------------------------------------- |
| Institut                                    | Date                          |                                                           |                                                           |                                                           |                                                           |                                                           |                                                           |                                                           |                                                           |                                                           |                                                           |                                                           | Ind.                                                      | Autod.                                                    | Union.                                                    |
| Feedback/The National                       | 13 février 2021               | 8,90 12-13                                                | –                                                         | 18,63 28-29                                               | 19,91 28-29                                               | 7,79 9-11                                                 | 6,02 8                                                    | 4,09 3-5                                                  | 6,93 9-10                                                 | 20,61 32-35                                               | 2,80 0-2                                                  |                                                           | 48,06                                                     | 7,79                                                      | 39,83                                                     |
| Feedback/The National                       | 13 février 2021               | 9,34 12-13                                                | –                                                         | 18,76 28-29                                               | 20,02 28-29                                               | 8,47 11                                                   | 5,56 7-8                                                  | 4,65 5                                                    | 5,37 5-6                                                  | 20,73 33-34                                               | 2,77 0-2                                                  |                                                           | 47,82                                                     | 8,47                                                      | 39,38                                                     |
| GESOP/El Periòdic                           | 10-12 février 2021            | 7,5 8-9                                                   | –                                                         | 20,3 31-33                                                | 22,9 31-33                                                | 6,9 8-9                                                   | 6,9 8-9                                                   | 5,5 6-7                                                   | 6,3 7-8                                                   | 18,8 28-30                                                | 3,0 0-2                                                   |                                                           | 49,0                                                      | 6,9                                                       | 42,2                                                      |
| Feedback/The National                       | 12 février 2021               | 9,59 13                                                   | –                                                         | 18,86 29                                                  | 19,74 28-30                                               | 7,90 10-11                                                | 6,30 8-9                                                  | 4,66 5                                                    | 5,74 6-8                                                  | 20,56 33-34                                               | 2,50 0                                                    |                                                           | 48,22                                                     | 7,90                                                      | 39,73                                                     |
| GESOP/El Periòdic                           | 9-11 février 2021             | 7,0 8-9                                                   | –                                                         | 20,8 31-33                                                | 23,1 32-34                                                | 7,0 8-9                                                   | 6,1 8-9                                                   | 4,4 4-5                                                   | 7,0 8-9                                                   | 18,8 28-30                                                | 3,4 0-3                                                   |                                                           |                                                           |                                                           |                                                           |
| Feedback/The National                       | 11 février 2021               | 10,30 13-14                                               | –                                                         | 17,76 27-28                                               | 20,28 29-30                                               | 8,58 10-12                                                | 7,08 9                                                    | 4,06 3-5                                                  | 5,12 5-6                                                  | 20,33 32-35                                               | 2,20 0                                                    |                                                           |                                                           |                                                           |                                                           |
| GESOP/El Periòdic                           | 8-10 février 2021             | 6,7 7-8                                                   | –                                                         | 20,8 31-33                                                | 23 32-34                                                  | 6,9 8-9                                                   | 6,4 8-9                                                   | 4,4 4-5                                                   | 7,5 9-10                                                  | 18,8 29-31                                                | 3,0 0-2                                                   |                                                           |                                                           |                                                           |                                                           |
| Feedback/The National                       | 10 février 2021               | 9,77 13-14                                                | –                                                         | 19,67 29-32                                               | 19,20 28-29                                               | 7,22 8-9                                                  | 7,51 9-11                                                 | 4,01 3-5                                                  | 5,52 6-7                                                  | 19,83 31-34                                               | –                                                         |                                                           |                                                           |                                                           |                                                           |
| GESOP/El Periòdic                           | 7-9 février 2021              | 6,3 7-8                                                   | –                                                         | 20,2 31-33                                                | 22,9 32-34                                                | 6,8 7-8                                                   | 6,5 8-9                                                   | 4,4 4-5                                                   | 7,9 9-10                                                  | 19,8 30-32                                                | 2,2 0                                                     |                                                           |                                                           |                                                           |                                                           |
| Feedback/The National                       | 9 février 2021                | 9,82 13                                                   | –                                                         | 19,78 30-32                                               | 19,34 28-30                                               | 7,21 8-9                                                  | 7,75 10-11                                                | 3,57 3                                                    | 5,2 5-6                                                   | 20,37 32-35                                               | 1,79 0                                                    |                                                           |                                                           |                                                           |                                                           |
| GESOP/El Periòdic                           | 6-8 février 2021              | 6,5 8-9                                                   | –                                                         | 20,6 31-33                                                | 22,6 31-33                                                | 7 8-9                                                     | 6,7 8-9                                                   | 4,4 4-5                                                   | 7,1 8-9                                                   | 20,6 31-33                                                | 1,1 0                                                     |                                                           |                                                           |                                                           |                                                           |
| 9 février 2021                              | 9 février 2021                | Interdiction de publier des sondages en Espagne           | Interdiction de publier des sondages en Espagne           | Interdiction de publier des sondages en Espagne           | Interdiction de publier des sondages en Espagne           | Interdiction de publier des sondages en Espagne           | Interdiction de publier des sondages en Espagne           | Interdiction de publier des sondages en Espagne           | Interdiction de publier des sondages en Espagne           | Interdiction de publier des sondages en Espagne           | Interdiction de publier des sondages en Espagne           | Interdiction de publier des sondages en Espagne           | Interdiction de publier des sondages en Espagne           | Interdiction de publier des sondages en Espagne           | Interdiction de publier des sondages en Espagne           |
| Feedback/ElNacional.cat                     | 1er-8 février 2021            | 8,73 12                                                   | –                                                         | 20,10 32                                                  | 21,25 31-32                                               | 7,12 9                                                    | 7,57 10-11                                                | 3,48 3                                                    | 5,70 6                                                    | 19,70 31-32                                               | 1,43 0                                                    |                                                           |                                                           |                                                           |                                                           |
| Sociométrica/El Español                     | 8 février 2021                | 7,7 10-12                                                 | –                                                         | 19,1 29-31                                                | 21 29-31                                                  | 7,4 8-10                                                  | 6,6 7-9                                                   | 5 4-6                                                     | 7,7 9-11                                                  | 20,4 30-32                                                | –                                                         |                                                           |                                                           |                                                           |                                                           |
| NC Report/La Razón                          | 6 février 2021                | 10,9 14                                                   | –                                                         | 20,3 31                                                   | 21,5 31                                                   | 7,2 8                                                     | 5,5 7                                                     | 6,3 7                                                     | 5,8 6                                                     | 19,9 31                                                   | –                                                         |                                                           |                                                           |                                                           |                                                           |
| GESOP/El Periódico                          | 4-6 février 2021              | 7,6 9-10                                                  | –                                                         | 20,8 32-34                                                | 23,0 32-34                                                | 7,7 8-9                                                   | 6,3 8-9                                                   | 3,8 3-4                                                   | 6,9 8-9                                                   | 18,8 29-31                                                | 1,8 0                                                     | 3,3 0                                                     |                                                           |                                                           |                                                           |
| Sigma Dos/El Mundo                          | 6 février 2021                | 9,2 11-12                                                 | –                                                         | 20,8 31-34                                                | 22,9 30-33                                                | 7,0 7-9                                                   | 5,7 7-8                                                   | 5,6 5-7                                                   | 5,4 5-7                                                   | 21,4 32-34                                                | –                                                         | 2,0 0                                                     |                                                           |                                                           |                                                           |
| Feedback/ElNacional.cat                     | 1er-5 février 2021            | 7,36 9-10                                                 | –                                                         | 19,42 29-32                                               | 23,12 33-34                                               | 7,29 8-10                                                 | 7,68 9-11                                                 | 3,90 3-4                                                  | 6,13 6-9                                                  | 19,96 31-34                                               | –                                                         |                                                           |                                                           |                                                           |                                                           |
| Opinòmetre/Ara                              | 1er-4 février 2021            | 8,3 11-12                                                 | –                                                         | 21,8 31-32                                                | 20,7 30-32                                                | 6,9 8-9                                                   | 6,6 8-9                                                   | 5 6-7                                                     | 5,2 6-7                                                   | 19,7 29-30                                                | 2,5 0-3                                                   |                                                           |                                                           |                                                           |                                                           |
| DYM/20 Minutos                              | 29 janvier-2 février 2021     | 10,6 11-13                                                | –                                                         | 19,2 29-31                                                | 22,7 29-32                                                | 7,2 7-8                                                   | 6 7-9                                                     | 3,5 3-4                                                   | 5,8 6-8                                                   | 22,1 35-38                                                | –                                                         |                                                           |                                                           |                                                           |                                                           |
| 29 janvier 2021                             | 29 janvier 2021               | Début de la campagne électorale officielle                | Début de la campagne électorale officielle                | Début de la campagne électorale officielle                | Début de la campagne électorale officielle                | Début de la campagne électorale officielle                | Début de la campagne électorale officielle                | Début de la campagne électorale officielle                | Début de la campagne électorale officielle                | Début de la campagne électorale officielle                | Début de la campagne électorale officielle                | Début de la campagne électorale officielle                | Début de la campagne électorale officielle                | Début de la campagne électorale officielle                | Début de la campagne électorale officielle                |
| ElectoPanel/Electomanía                     | 22 janvier 2021               | 10,4 14                                                   | –                                                         | 22,0 34                                                   | 21,4 30                                                   | 6,7 7                                                     | 4,7 5                                                     | 6,1 7                                                     | 5,3 6                                                     | 19,8 32                                                   | 1,4 0                                                     |                                                           |                                                           |                                                           |                                                           |
| NC Report/La Razón                          | 18 - 22 janvier 2021          | 11,1 14                                                   | –                                                         | 20,5 33                                                   | 18,3 25                                                   | 7,3 8                                                     | 6,1 8                                                     | 6,7 8                                                     | 6 7                                                       | 19,2 32                                                   | 1,6 0                                                     |                                                           |                                                           |                                                           |                                                           |
| SocioMétrica/El Español                     | 18 - 22 janvier 2021          | 11,2 15-17                                                | –                                                         | 19,3 29-31                                                | 21,5 30-31                                                | 7,2 7-8                                                   | 4,9 5-6                                                   | 5,8 6-7                                                   | 5,8 6-7                                                   | 19,7 31-33                                                | –                                                         |                                                           |                                                           |                                                           |                                                           |
| CIS                                         | 2 - 15 janvier 2021           | 9,6 14-15                                                 | –                                                         | 20,6 31-33                                                | 23,9 30-35                                                | 9,7 9-12                                                  | 6,0 8-11                                                  | 5,8 7                                                     | 6,6 6-10                                                  | 12,5 20-27                                                | 0,7 0                                                     |                                                           |                                                           |                                                           |                                                           |
| ElectoPanel/Electomanía                     | 15 janvier 2021               | 10,4 14                                                   | –                                                         | 21,9 34                                                   | 21,0 29                                                   | 6,6 7                                                     | 4,5 5                                                     | 6,1 7                                                     | 5,4 6                                                     | 20,4 33                                                   | 1,4 0                                                     |                                                           |                                                           |                                                           |                                                           |
| ElectoPanel/Electomanía                     | 8 janvier 2021                | 10,0 13                                                   | –                                                         | 21,5 33                                                   | 20,0 28                                                   | 7,3 9                                                     | 5,0 5                                                     | 6,0 7                                                     | 5,5 6                                                     | 21,3 34                                                   | 1,3 0                                                     |                                                           |                                                           |                                                           |                                                           |
| GAD3/La Vanguardia                          | 4-8 janvier 2021              | 9,7 13                                                    | –                                                         | 24,1 37-39                                                | 20,5 29-30                                                | 6,0 6-7                                                   | 4,3 4-5                                                   | 6,2 8                                                     | 4,1 4                                                     | 18,5 31                                                   | 2,9 0-1                                                   |                                                           |                                                           |                                                           |                                                           |
| GESOP/El Periódico                          | 4-7 janvier 2021              | 9,8 12-13                                                 | –                                                         | 20,9 32-33                                                | 24,1 27-28                                                | 5,9 6-7                                                   | 5,4 7-8                                                   | 5,9 6-7                                                   | 5,0 5-6                                                   | 19,0 29-30                                                | 1,0 0                                                     |                                                           |                                                           |                                                           |                                                           |
| SocioMétrica/El Español                     | 2-5 janvier 2021              | 12 16-17                                                  | –                                                         | 20,1 31-32                                                | 19,3 22-23                                                | 7,0 7-8                                                   | 5,2 6-7                                                   | 6,1 7                                                     | 6,3 7                                                     | 19,9 30-31                                                | –                                                         |                                                           |                                                           |                                                           |                                                           |
| 30 décembre 2020                            | 30 décembre 2020              | Salvador Illa remplace Miquel Iceta comme candidat du PSC | Salvador Illa remplace Miquel Iceta comme candidat du PSC | Salvador Illa remplace Miquel Iceta comme candidat du PSC | Salvador Illa remplace Miquel Iceta comme candidat du PSC | Salvador Illa remplace Miquel Iceta comme candidat du PSC | Salvador Illa remplace Miquel Iceta comme candidat du PSC | Salvador Illa remplace Miquel Iceta comme candidat du PSC | Salvador Illa remplace Miquel Iceta comme candidat du PSC | Salvador Illa remplace Miquel Iceta comme candidat du PSC | Salvador Illa remplace Miquel Iceta comme candidat du PSC | Salvador Illa remplace Miquel Iceta comme candidat du PSC | Salvador Illa remplace Miquel Iceta comme candidat du PSC | Salvador Illa remplace Miquel Iceta comme candidat du PSC | Salvador Illa remplace Miquel Iceta comme candidat du PSC |
| SocioMétrica/El Español                     | 23–29 décembre 2020           | 13,2 19-20                                                | –                                                         | 21,7 33-34                                                | 16,7 25                                                   | 7,7 8-9                                                   | 4,9 5-6                                                   | 6,3 6-7                                                   | 6,1 6-7                                                   | 20,3 32-33                                                | 1,6 0-1                                                   |                                                           |                                                           |                                                           |                                                           |
| ElectoPanel/Electomanía                     | 20 décembre 2020              | 10,4 14                                                   | –                                                         | 22,8 35                                                   | 18,2 25                                                   | 7,4 9                                                     | 5,2 7                                                     | 6,4 8                                                     | 4,9 5                                                     | 19,7 32                                                   | 1,8 0                                                     |                                                           |                                                           |                                                           |                                                           |
| GESOP/CEO                                   | 25 novembre-7 décembre 2020   | 11,6 14-16                                                | –                                                         | 23,0 35                                                   | 18,5 25                                                   | 6,9 7-9                                                   | 6,4 8-9                                                   | 6,0 7-9                                                   | 4,6 4-6                                                   | 19,6 30-32                                                | 1,9 0-1                                                   |                                                           |                                                           |                                                           |                                                           |
| GESOP/El Periódico                          | 30 décembre-1er décembre 2020 | 10,6 13-14                                                | –                                                         | 22,0 35-36                                                | 18,9 27-28                                                | 7,5 8-9                                                   | 5,0 6-7                                                   | 5,9 7-8                                                   | 4,5 4-5                                                   | 19,4 30-31                                                | 2,4 0                                                     |                                                           |                                                           |                                                           |                                                           |
| ElectoPanel/Electomanía                     | 30 novembre 2020              | 9,8 13                                                    | -                                                         | 23,2 36                                                   | 18,2 25                                                   | 7,7 9                                                     | 5,2 5                                                     | 6,8 8                                                     | 5,3 6                                                     | 20,2 33                                                   | 1,7 0                                                     |                                                           | 50,3                                                      | 7,7                                                       | 42,0                                                      |
| GESOP/CEO                                   | 13 octobre-7 novembre 2020    | 10,0 13-14                                                | -                                                         | 24,4 36/37                                                | 16,8 22-23                                                | 7,2 7-9                                                   | 5,3 6-8                                                   | 7,0 8-9                                                   | 6,4 7-8                                                   | 18,7 28-30                                                | 2,4 0-1                                                   |                                                           | 50,8                                                      | 7,2                                                       | 42,0                                                      |
| GESOP/CEO                                   | 29 septembre-9 octobre 2020   | 12,0 16-17                                                | 19,4 31-32                                                | 23,4 35/36                                                | 18,0 24-25                                                | 7,6 8-9                                                   | 4,9 6-7                                                   | 6,0 7-8                                                   | 4,5 4-6                                                   | –                                                         | –                                                         |                                                           | 47,7                                                      | 7,6                                                       | 44,7                                                      |
| 28 septembre 2020                           | 28 septembre 2020             | Quim Torra est destitué par la justice                    | Quim Torra est destitué par la justice                    | Quim Torra est destitué par la justice                    | Quim Torra est destitué par la justice                    | Quim Torra est destitué par la justice                    | Quim Torra est destitué par la justice                    | Quim Torra est destitué par la justice                    | Quim Torra est destitué par la justice                    | Quim Torra est destitué par la justice                    | Quim Torra est destitué par la justice                    | Quim Torra est destitué par la justice                    | Quim Torra est destitué par la justice                    | Quim Torra est destitué par la justice                    | Quim Torra est destitué par la justice                    |
| GESOP/CEO                                   | 25 juin-21 juillet 2020       | 14,4 19                                                   | 20,9 32-33                                                | 22,1 33/34                                                | 17,0 24                                                   | 8,2 9-10                                                  | 4,9 6-7                                                   | 5,5 6-7                                                   | 4,0 3-4                                                   | –                                                         | –                                                         |                                                           | 47,9                                                      | 8,2                                                       | 43,9                                                      |
| GESOP/CEO                                   | 10 février-9 mars 2020        | 12,8 16-18                                                | 18,6 28-30                                                | 23,0 33/35                                                | 17,4 23-24                                                | 10,9 13-14                                                | 7,1 8-9                                                   | 5,5 7-8                                                   | 3,0 0-2                                                   | –                                                         | –                                                         |                                                           | 48,7                                                      | 10,9                                                      | 40,4                                                      |
| GAD3/La Vanguardia                          | 3 février-6 février 2020      | 8,5 12                                                    | 19,8 31                                                   | 24,9 37                                                   | 20,3 27                                                   | 8,8 10                                                    | 5,1 6                                                     | 6,7 8                                                     | 4,4 4                                                     | –                                                         | –                                                         |                                                           | 49,8                                                      | 8,8                                                       | 41,4                                                      |
| GESOP/CEO                                   | 14 novembre-5 décembre 2019   | 12,0 14-16                                                | 19,0 29-31                                                | 25,4 38/39                                                | 18,0 24-25                                                | 10,2 11-13                                                | 7,3 9-10                                                  | 4,3 4-5                                                   | 2,0 0-2                                                   | –                                                         | –                                                         |                                                           | 51,7                                                      | 10,2                                                      | 38,1                                                      |
| Élections générales de novembre 2019        | 10 novembre 2019              | 5,6 6                                                     | 13,7 22                                                   | 22,6 35                                                   | 20,5 29                                                   | 14,2 18                                                   | 6,4 7                                                     | 7,4 10                                                    | 6,3 8                                                     | –                                                         | –                                                         | 2,69 0                                                    |                                                           |                                                           |                                                           |
| GESOP/CEO                                   | 25 juin-17 juillet 2019       | 17,0 23-24                                                | 16,6 25-27                                                | 26,5 38-40                                                | 18,7 25                                                   | 9,5 11-12                                                 | 5,2 6-7                                                   | 3,5 3                                                     | –                                                         | –                                                         | –                                                         |                                                           | 48,3                                                      | 9,5                                                       | 42,2                                                      |
| Élections européennes de 2019               | 26 mai 2019                   | 8,6 12                                                    | 28,6 44                                                   | 21,2 33                                                   | 22,1 32                                                   | 8,4 9                                                     | –                                                         | 5,2 6                                                     | 2,0 0                                                     | –                                                         | –                                                         |                                                           |                                                           |                                                           |                                                           |
| Élections générales d'avril 2019            | 28 avril 2019                 | 11,6 13                                                   | 12,1 22                                                   | 24,6 39                                                   | 23,2 32                                                   | 14,9 20                                                   | 2,7 0                                                     | 4,8 5                                                     | 3,6 4                                                     | –                                                         | –                                                         | 1,99 0                                                    |                                                           |                                                           |                                                           |
| Élections au Parlement de Catalogne de 2017 | 21 décembre 2017              | 25,35 36                                                  | 21,66 34                                                  | 21,38 32                                                  | 13,86 17                                                  | 7,46 8                                                    | 4,46 4                                                    | 4,24 4                                                    | –                                                         | –                                                         | –                                                         | 1,13 0                                                    |                                                           |                                                           |                                                           |

## Résultats

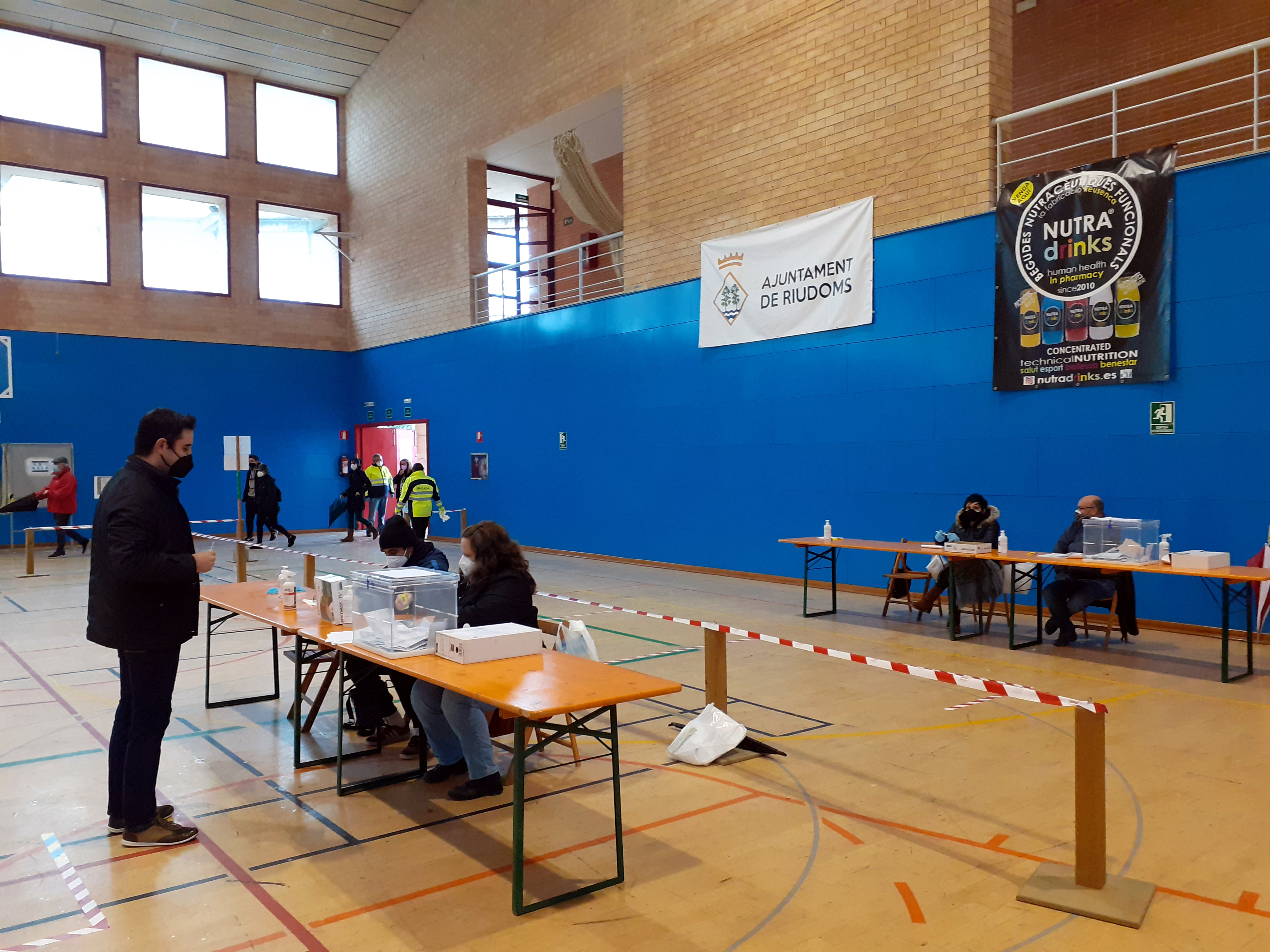
Électeur votant à Riudoms.

### Participation
| Taux de participation | En 2017 | En 2021 | Différence |
| --------------------- | ------- | ------- | ---------- |
| à 13 h                | 34,69 % | 22,80 % | 11,89      |
| à 18 h                | 68,26 % | 45,72 % | 22,54      |
| à 20 h                | 82,45 % | 53,55 % | 28,91      |
| final                 | 79,09 % | 51,29 % | 27,80      |

### Total régional
| Représentation en hémicycle sur un axe gauche-droite du résultat. |                                                       |           |       |       |        |               |
| Partis                                                            | Partis                                                | Voix      | %     | +/-   | Sièges | +/-           |
|                                                                   | Parti des socialistes de Catalogne (PSC)              | 654 766   | 23,03 | 9,17  | 33     | 16            |
|                                                                   | Gauche républicaine de Catalogne (ERC)                | 605 581   | 21,30 | 0,08  | 33     | 5             |
|                                                                   | Ensemble pour la Catalogne (Junts)                    | 570 539   | 20,07 | Nv.   | 32     | 6             |
|                                                                   | Vox                                                   | 218 121   | 7,67  | Abs.  | 11     | 11            |
|                                                                   | En Comú Podem (ECP)                                   | 195 345   | 6,87  | 0,59  | 8      | en stagnation |
|                                                                   | Candidature d'unité populaire (CUP)                   | 189 924   | 6,68  | 2,22  | 9      | 5             |
|                                                                   | Ciutadans (Cs)                                        | 158 606   | 5,58  | 19,77 | 6      | 30            |
|                                                                   | Parti populaire (PP)                                  | 109 453   | 3,85  | 0,39  | 3      | 1             |
|                                                                   | Parti démocrate européen catalan (PDeCAT)             | 77 229    | 2,72  | Nv.   | 0      | 12            |
|                                                                   | Recortes Cero-Grupo Verde (RC-GV)                     | 12 783    | 0,45  | 0,21  | 0      | en stagnation |
|                                                                   | Mouvement indépendantiste de Catalogne (MPIC)         | 6 017     | 0,21  | Nv.   | 0      | en stagnation |
|                                                                   | Front national de Catalogne (FNC)                     | 5 003     | 0,18  | Nv.   | 0      | en stagnation |
|                                                                   | Parti nationaliste de Catalogne (PNC)                 | 4 560     | 0,16  | Nv.   | 0      | en stagnation |
|                                                                   | Parti communiste des travailleurs de Catalogne (PCTC) | 4 515     | 0,16  | Nv.   | 0      | en stagnation |
|                                                                   | Autres listes                                         | 6 886     | 0,24  | –     | 0      | en stagnation |
|                                                                   | Blanc                                                 | 24 087    | 0,85  | 0,41  |        |               |
|                                                                   |                                                       |           |       |       |        |               |
| Votes valides                                                     | Votes valides                                         | 2 843 415 | 98,56 |       |        |               |
| Votes nuls                                                        | Votes nuls                                            | 41 430    | 1,44  |       |        |               |
| Total                                                             | Total                                                 | 2 884 845 | 100   | –     | 135    | en stagnation |
| Abstentions                                                       | Abstentions                                           | 2 739 222 | 48,71 |       |        |               |
| Inscrits / Participation                                          | Inscrits / Participation                              | 5 624 067 | 51,29 |       |        |               |

### Par circonscription
| Circonscription | Circonscription | Barcelone | Barcelone | Barcelone | Barcelone     | Gérone  | Gérone  | Gérone | Gérone        | Lérida  | Lérida  | Lérida | Lérida        | Tarragone | Tarragone | Tarragone | Tarragone     |
| --------------- | --------------- | --------- | --------- | --------- | ------------- | ------- | ------- | ------ | ------------- | ------- | ------- | ------ | ------------- | --------- | --------- | --------- | ------------- |
|                 |                 |           |           |           |               |         |         |        |               |         |         |        |               |           |           |           |               |
| Sièges          | Sièges          | 85        | 85        | 85        | en stagnation | 17      | 17      | 17     | en stagnation | 15      | 15      | 15     | en stagnation | 18        | 18        | 18        | en stagnation |
|                 |                 |           |           |           |               |         |         |        |               |         |         |        |               |           |           |           |               |
|                 |                 | Nombre    | Nombre    | %         | %             | Nombre  | Nombre  | %      | %             | Nombre  | Nombre  | %      | %             | Nombre    | Nombre    | %         | %             |
| Inscrits        | Inscrits        | 4 195 466 | 4 195 466 | 100       | 100           | 531 858 | 531 858 | 100    | 100           | 315 297 | 315 297 | 100    | 100           | 581 446   | 581 446   | 100       | 100           |
| Abstentions     | Abstentions     | 2 038 926 | 2 038 926 | 48,60     | 48,60         | 251 324 | 251 324 | 47,25  | 47,25         | 151 594 | 151 594 | 48,08  | 48,08         | 297 378   | 297 378   | 51,14     | 51,14         |
| Votants         | Votants         | 2 156 540 | 2 156 540 | 51,40     | 51,40         | 280 534 | 280 534 | 52,75  | 52,75         | 163 703 | 163 703 | 51,92  | 51,92         | 284 068   | 284 068   | 48,86     | 48,86         |
| Nuls            | Nuls            | 27 560    | 27 560    | 1,28      | 1,28          | 4 866   | 4 866   | 1,73   | 1,73          | 3 111   | 3 111   | 1,90   | 1,90          | 5 893     | 5 893     | 2,07      | 2,07          |
| Exprimés        | Exprimés        | 2 128 980 | 2 128 980 | 98,72     | 98,72         | 275 668 | 275 668 | 98,27  | 98,27         | 160 592 | 160 592 | 98,10  | 98,10         | 278 175   | 278 175   | 97,03     | 97,03         |
|                 |                 |           |           |           |               |         |         |        |               |         |         |        |               |           |           |           |               |
| Partis          | Partis          | Voix      | %         | Sièges    | +/−           | Voix    | %       | Sièges | +/−           | Voix    | %       | Sièges | +/−           | Voix      | %         | Sièges    | +/−           |
|                 | PSC             | 533 051   | 25,04     | 23        | 10            | 41 845  | 15,18   | 3      | 2             | 24 115  | 15,02   | 3      | 2             | 55 755    | 20,04     | 4         | 2             |
|                 | ERC             | 434 685   | 20,42     | 19        | 4             | 60 131  | 21,81   | 4      | 1             | 42 670  | 26,57   | 5      | en stagnation | 68 095    | 24,48     | 5         | en stagnation |
|                 | Junts           | 381 541   | 17,92     | 16        | en stagnation | 90 052  | 32,67   | 7      | 3             | 45 029  | 28,04   | 5      | 1             | 53 917    | 19,38     | 4         | 2             |
|                 | Vox             | 166 166   | 7,80      | 7         | 7             | 16 953  | 6,15    | 1      | 1             | 8 876   | 5,53    | 1      | 1             | 26 126    | 9,39      | 2         | 2             |
|                 | ECP             | 165 304   | 7,76      | 7         | en stagnation | 11 165  | 4,05    | 0      | en stagnation | 5 189   | 3,23    | 0      | en stagnation | 13 687    | 4,92      | 1         | en stagnation |
|                 | CUP             | 134 265   | 6,31      | 5         | 2             | 24 892  | 9,03    | 2      | 1             | 11 871  | 7,39    | 1      | 1             | 18 896    | 6,79      | 1         | 1             |
|                 | Cs              | 129 889   | 6,10      | 5         | 19            | 8 976   | 3,26    | 0      | 4             | 5 175   | 3,22    | 0      | 3             | 14 566    | 5,24      | 1         | 4             |
|                 | PP              | 86 266    | 4,05      | 3         | en stagnation | 5 500   | 2,00    | 0      | en stagnation | 5 695   | 3,55    | 0      | en stagnation | 11 992    | 4,31      | 0         | 1             |
|                 | PDeCAT          | 53 378    | 2,51      | 0         | 4             | 8 760   | 3,18    | 0      | 4             | 7 365   | 4,59    | 0      | 2             | 7 726     | 2,78      | 0         | 2             |
|                 | Autres          | 27 241    | 1,28      |           |               | 3 868   | 1,41    |        |               | 2 667   | 1,66    |        |               | 5 030     | 1,81      |           |               |
|                 | Blanc           | 17 194    | 0,80      | 2 568     | 0,92          | 1 940   | 1,19    | 2 385  | 0,84          |         |         |        |               |           |           |           |               |

## Analyse
Organisées dans le contexte de la pandémie de Covid-19, les élections sont marquées par une forte baisse de la participation. Celle ci s'établit à 53 %, en baisse de 26 points par rapport à 2017.
Le Parti des socialistes de Catalogne (PSC) mené par Salvador Illa s'impose mais remporte une victoire à la Pyrrhus. La somme des résultats en sièges des différents partis indépendantistes — Gauche républicaine de Catalogne (ERC), Ensemble pour la Catalogne (Junts) et Candidature d'unité populaire (CUP) — les placent en effet en tête, amenant ces derniers à être jugés les grands vainqueurs des élections. En ajoutant le Parti démocrate européen catalan (PDeCAT), également favorable à l'indépendance, les partis indépendantistes remportent même pour la première fois la majorité absolue des suffrages, totalisant 50,73 % des voix exprimées. Avec 74 sièges sur 135, les trois principales mouvances en faveur d'une indépendance de la région autonome sortent renforcées et devraient conserver sa présidence pour l'un des leurs. Peu avant le scrutin, les trois formations s'étaient ainsi entendues pour exclure le PSC de toute coalition les incluant.
Le scrutin est également marqué par l’effondrement de Ciudadanos et, dans une bien moindre mesure, par le recul du Parti populaire. Un double recul qui profite principalement au parti d’extrême droite Vox, qui devient la première formation de « droite nationale » au parlement catalan, où il entre pour la première fois.
La situation au lendemain des élections est jugée susceptible de poursuivre la situation de blocage quant aux velléités d'indépendance de la région, avec un renforcement des indépendantistes favorables à l'organisation d'un nouveau référendum reconnu par le gouvernement national, auquel Pedro Sánchez est catégoriquement opposé.

## Conséquences
À l'ouverture de la XIIIe-XIVe législature le 12 mars, la majorité indépendantiste obtient cinq des sept places à pourvoir au sein du bureau, dont la présidence qui revient à Laura Borràs de Junts, où la CUP entre pour la première fois. Les deux derniers postes reviennent au PSC, alors que les partis opposés à l'indépendance auraient pu se coordonner pour obtenir un poste supplémentaire en répartissant leurs votes.
Le 26 mars, la candidature de Pere Aragonès est rejetée par le Parlement. Celle-ci reçoit seulement 42 suffrages favorables, ceux d'ERC et de la CUP, alors que Junts, en désaccord avec ERC sur la stratégie à mener face au gouvernement espagnol, s'abstient. Les autres partis votent contre,,. Le 30 mars, au second tour, alors que la majorité relative était nécessaire pour être investi, Aragonès échoue avec le même score. Cet échec ouvre une période de deux mois — décomptée à partir du premier vote — à l'issue de laquelle le Parlement sera automatiquement dissous en l'absence d'une investiture. Le secrétaire général de Junts Jordi Sànchez indique cinq jours plus tard qu'il n'a pas l'intention de spéculer avec la tenue d'un nouveau scrutin et que sa formation permettrait un gouvernement minoritaire d'ERC pour éviter un tel scénario.
En raison du caractère férié de la Semaine sainte, les négociations entre la Gauche républicaine et Ensemble reprennent le 8 avril. Un mois plus tard, Pere Aragonès annonce qu'ERC souhaite constituer seule le gouvernement tout en affirmant vouloir poursuivre les discussions pour une éventuelle coalition mais sans la pression du calendrier électoral, quelques minutes après que le secrétaire général de Junts Jordi Sànchez a affirmé être prêt à assurer quatre voix favorables à son interlocuteur si ce dernier parvenait à un accord d'investiture avec la Candidature d'unité populaire et ECP. Les deux formations reconnaissent que leur désaccord fondamental tourne autour de la coordination de la stratégie indépendantiste, notamment une éventuelle unité d'action de leurs élus au Congrès des députés et la place du Conseil pour la République dirigé par Carles Puigdemont. Jordi Sànchez prévient le 10 mai qu'il cèdera effectivement quatre suffrages de parlementaires si ERC convainc En Comú d'entrer au conseil exécutif.
À l'occasion d'une rencontre entre les dirigeants des deux formations le 11 mai, Junts indique à ERC ne pas avoir l'intention de permettre l'investiture de Pere Aragonès si ce dernier souhaite gouverner en solitaire. ERC, Junts et la CUP se retrouvent finalement le 12 mai et s'entendent pour séparer les discussions sur la formation du gouvernement de celles concernant la stratégie d'indépendance, sans que la Gauche républicaine ne renonce à sa volonté de constituer — dans un premier temps — un cabinet monocolore. Un pré-accord pour la mise en place d'un exécutif partagé est cependant annoncé au matin du 17 mai, à neuf jours de la date limite de dissolution automatique et après 48 h de discussions menées directement par Pere Aragonès et Jordi Sànchez.
Une nouvelle session d'investiture, convoquée pour le 20 mai, se conclut le lendemain par la désignation de Pere Aragonès comme président de la Généralité avec 74 voix favorables.